# Vadans (Alta Saona)
Vadans è un comune francese di 139 abitanti situato nel dipartimento dell'Alta Saona nella regione della Borgogna-Franca Contea.

## Società

### Evoluzione demografica
Abitanti censiti